# Sherman Firefly
Xe tăng Sherman Firefly là loại xe tăng hạng trung được sử dụng bởi Quân đội Anh Quốc và một số đơn vị thiết giáp Đồng Minh khác trong Chiến tranh Thế giới thứ hai. Firefly được thiết kế dựa trên mẫu M4 Sherman của Hoa Kỳ, nhưng được trang bị pháo chống tăng QF 17-pounder (76,2 mm) mạnh mẽ của Anh. Được thiết kế với vai trò là sự thay thế tạm thời tới khi các mẫu xe tăng mới của Anh được đưa vào sử dụng, Sherman Firefly đã trở thành mẫu xe phổ biến nhất được lắp pháo 17-pounder trong cuộc chiến.
Trong chiến tranh, Quân đội Anh được trang bị và sử dụng rộng rãi mẫu xe tăng Sherman. Mặc dù họ đã dự kiến phát triển các mẫu xe tăng của riêng mình, ý tưởng về việc lắp pháo chống tăng 17-pounder lên xe tăng Sherman, vốn đã bị từ chối trước đó, đã được chấp thuận, dù vẫn vấp phải sự phản đối của chính phủ. Việc này thành ra lại có lợi với người Anh, vì cả hai thiết kế xe tăng của họ, Mk VIII Challenger và Mk VIII Cromwell, đều gặp nhiều khó khăn và sự trì hoãn trong thiết kế.
Sau khi việc lắp đặt một khẩu pháo lớn như vậy vào tháp pháo của Sherman được giải quyết thành công, Firefly được đưa vào sản xuất trong đầu năm 1944, để kịp trang bị cho Cụm tập đoàn quân 21 của Thống chế Benard Montgomery cho Cuộc đổ bộ vào Normandie. Firefly nhanh chóng nhận được đánh giá tích cực vì khẩu pháo mạnh mẽ của nó có thể bắn xuyên thủng lớp giáp của xe tăng Panther và Tiger của Đức tại Normandie, điều mà không một loại xe tăng nào khác của Quân đội Anh có thể làm được vào thời điểm đó. Nhận biết được điều này, nhiều đơn vị thiết giáp và pháo chống tăng của Đức đã được chỉ định bắn hạ các xe Sherman Firefly trước. Do Firefly có nòng pháo dài và nổi bật, các kíp lái đã cố gắng ngụy trang chúng để khi nhìn từ xa, nó sẽ giống như một khẩu 75 mm thông thường được trang bị tiêu chuẩn cho nhiều xe tăng Sherman. Khoảng 2.100 tới 2.200 chiếc Sherman Firefly đã được đưa vào hoạt động tới khi việc sản xuất được ngừng lại vào năm 1945.

## Nguồn gốc

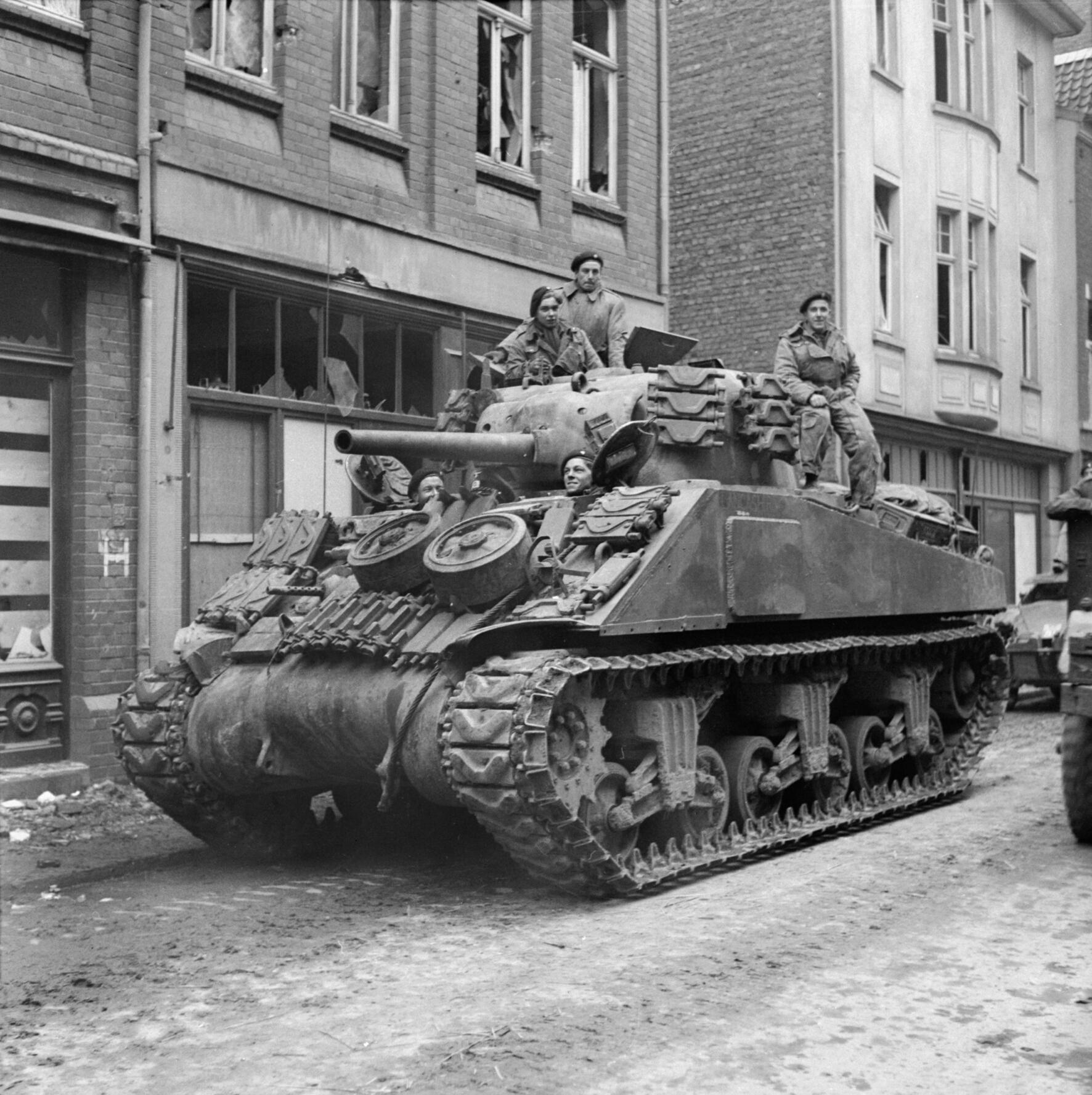
M4 Sherman, mẫu xe tăng được sử dụng để lắp pháo 17-pounder, sau được biết đến với tên gọi Sherman Firefly.

## Thiết kế

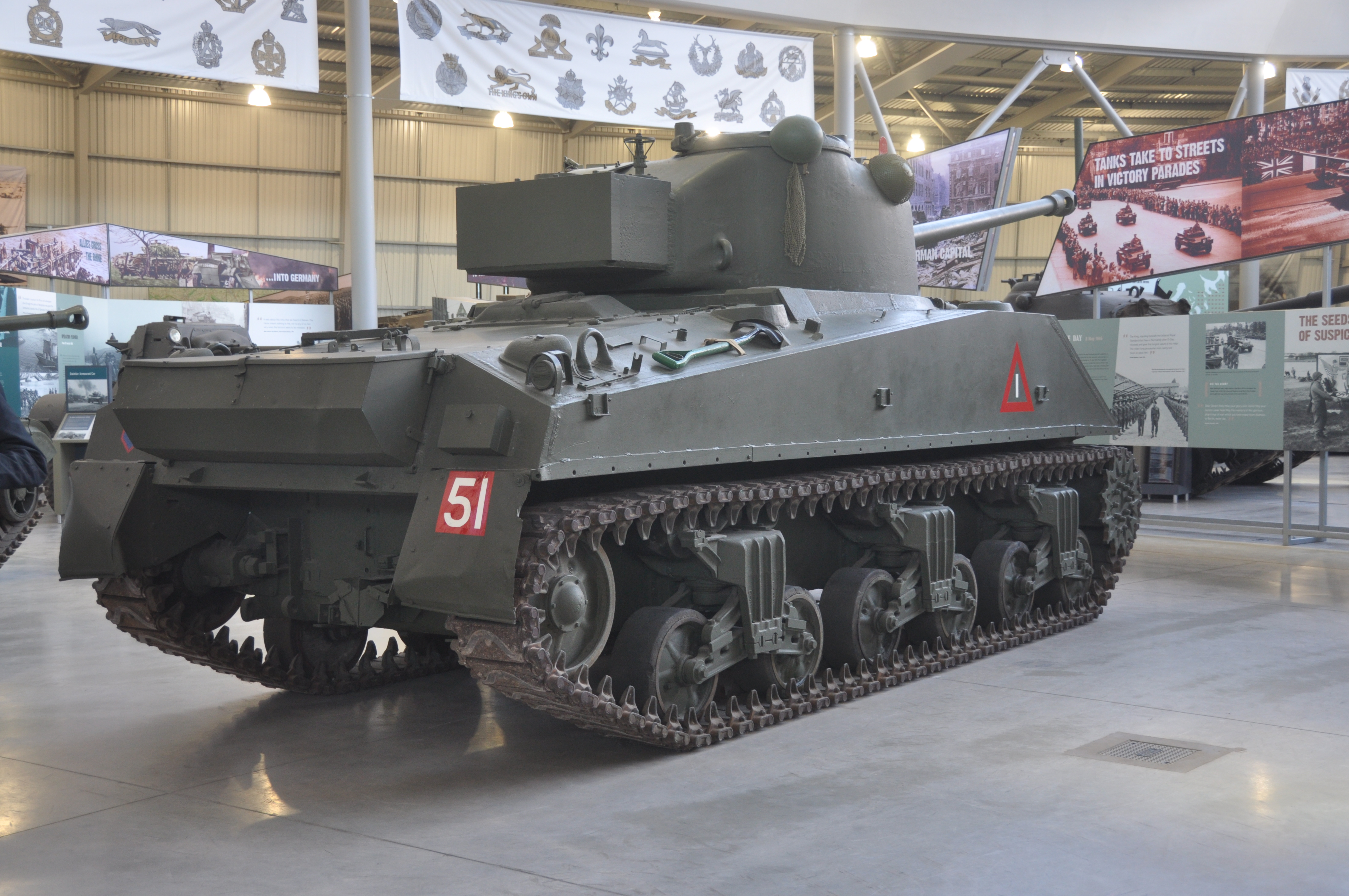
Mặt phải của xe tăng Sherman Firefly cùng với hộp kim loại dùng để chứa radio phía sau tháp pháo.

## Vũ trang

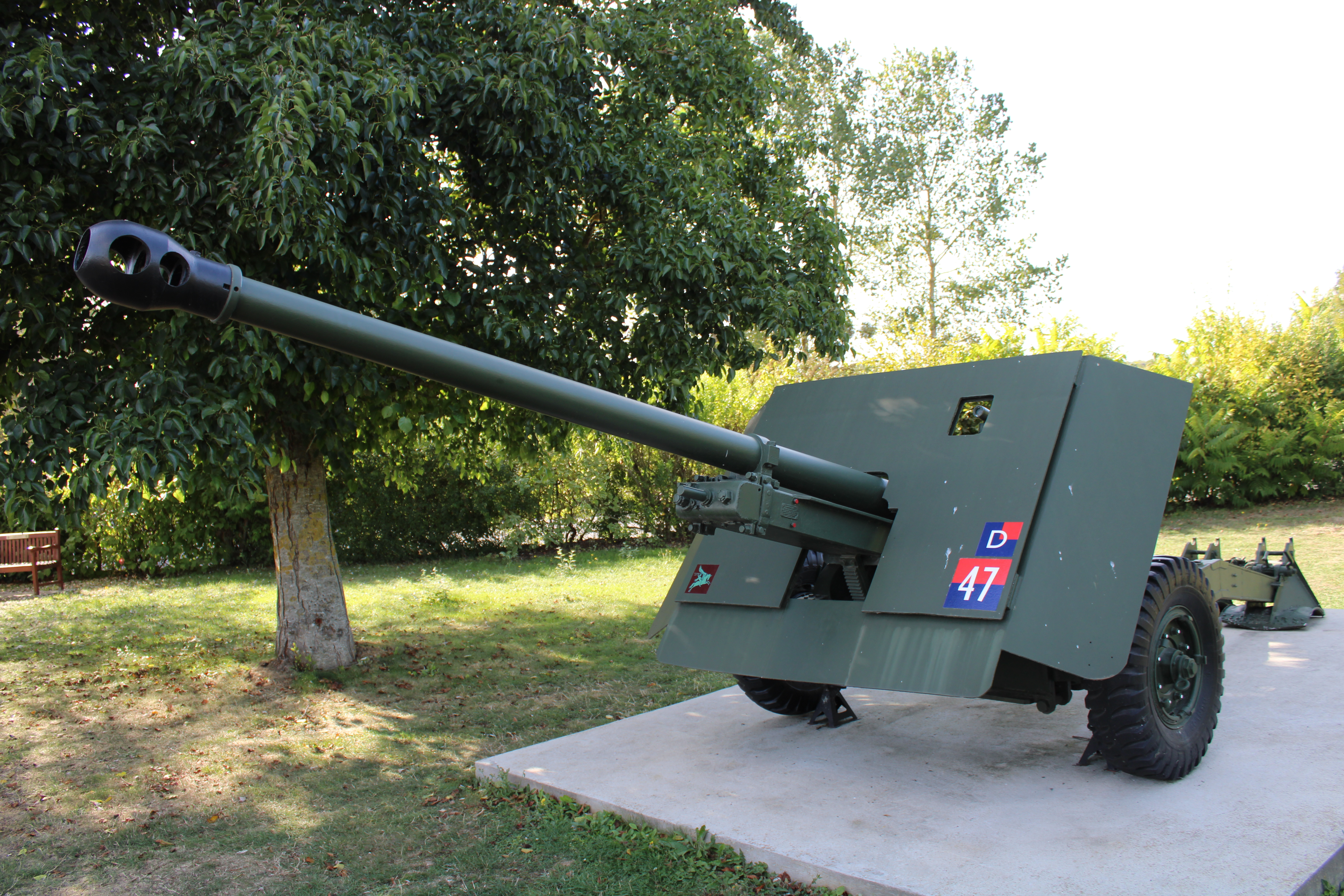
Pháo Ordnance QF 17-pounder, loại pháo được trang bị cho xe tăng Sherman Firefly.

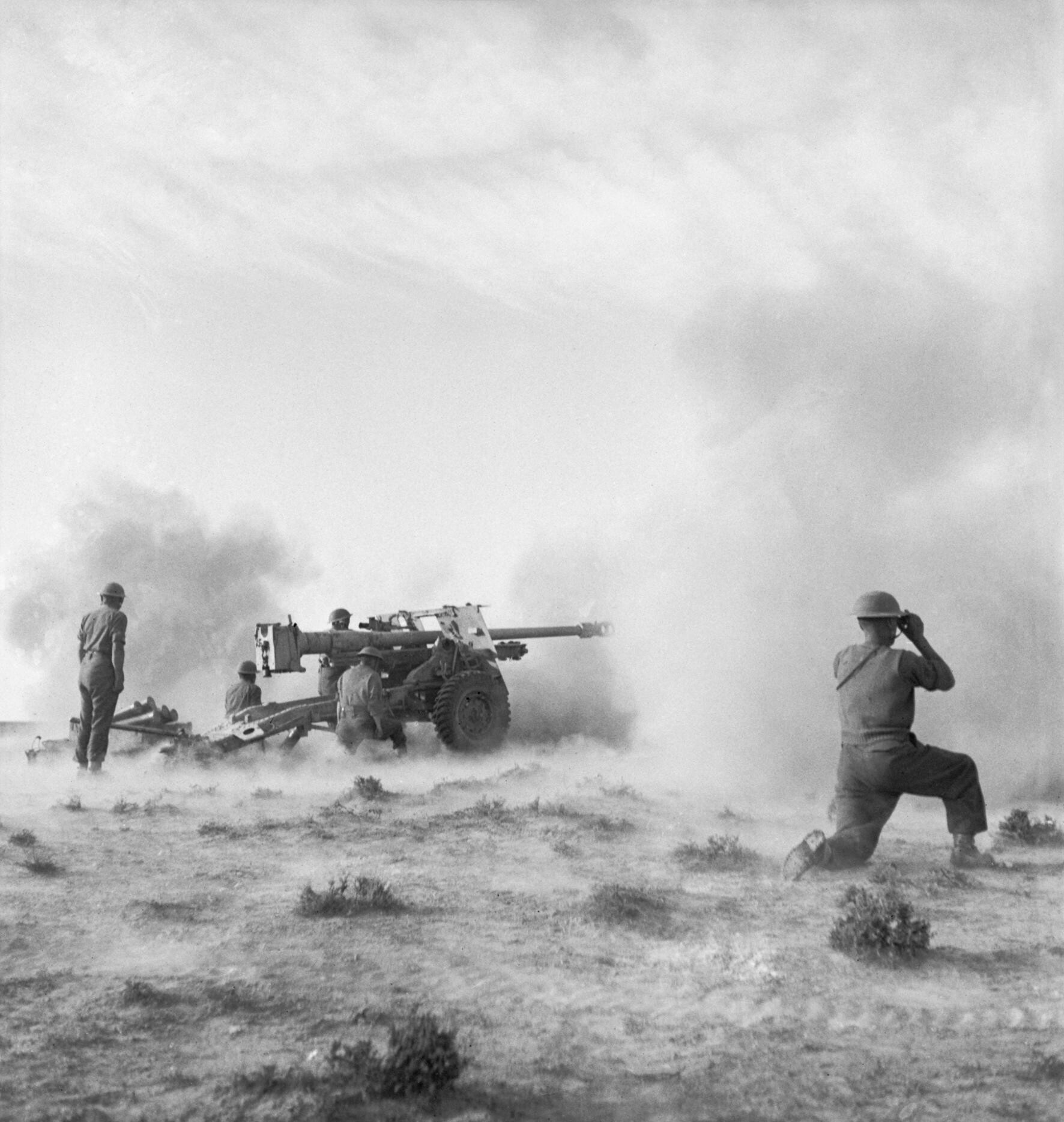
Một tổ pháo 17-pdr của Anh đang bắn phá vị trí của quân Đức tại Medenine, Tunisia, 11 tháng 3 năm 1943. Khói bụi bốc lên mù mịt do sức giật và luồng phụt mạnh của khẩu pháo.

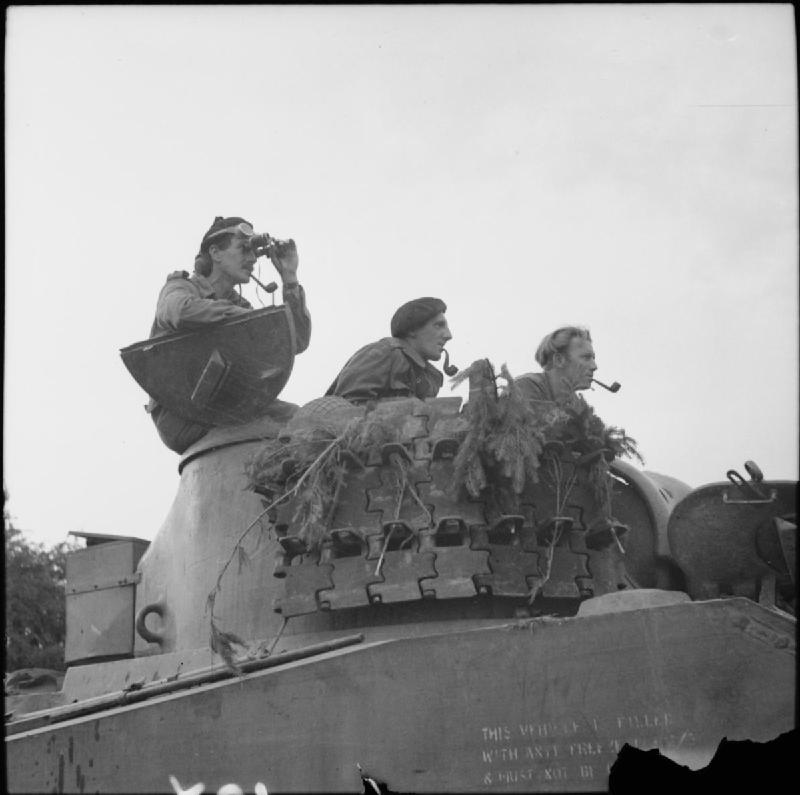
Cận cảnh tháp pháo và vị trí trưởng xe (dùng ống nhòm) của một xe tăng Sherman Firefly tại Argentan, Pháp, 21 tháng 8 năm 1944. Phần lớn các khẩu súng máy M2 Browning được lắp đặt phía sau vị trí trưởng xe đều bị các kíp lái Anh tháo bỏ vì bất tiện.

## Sản xuất

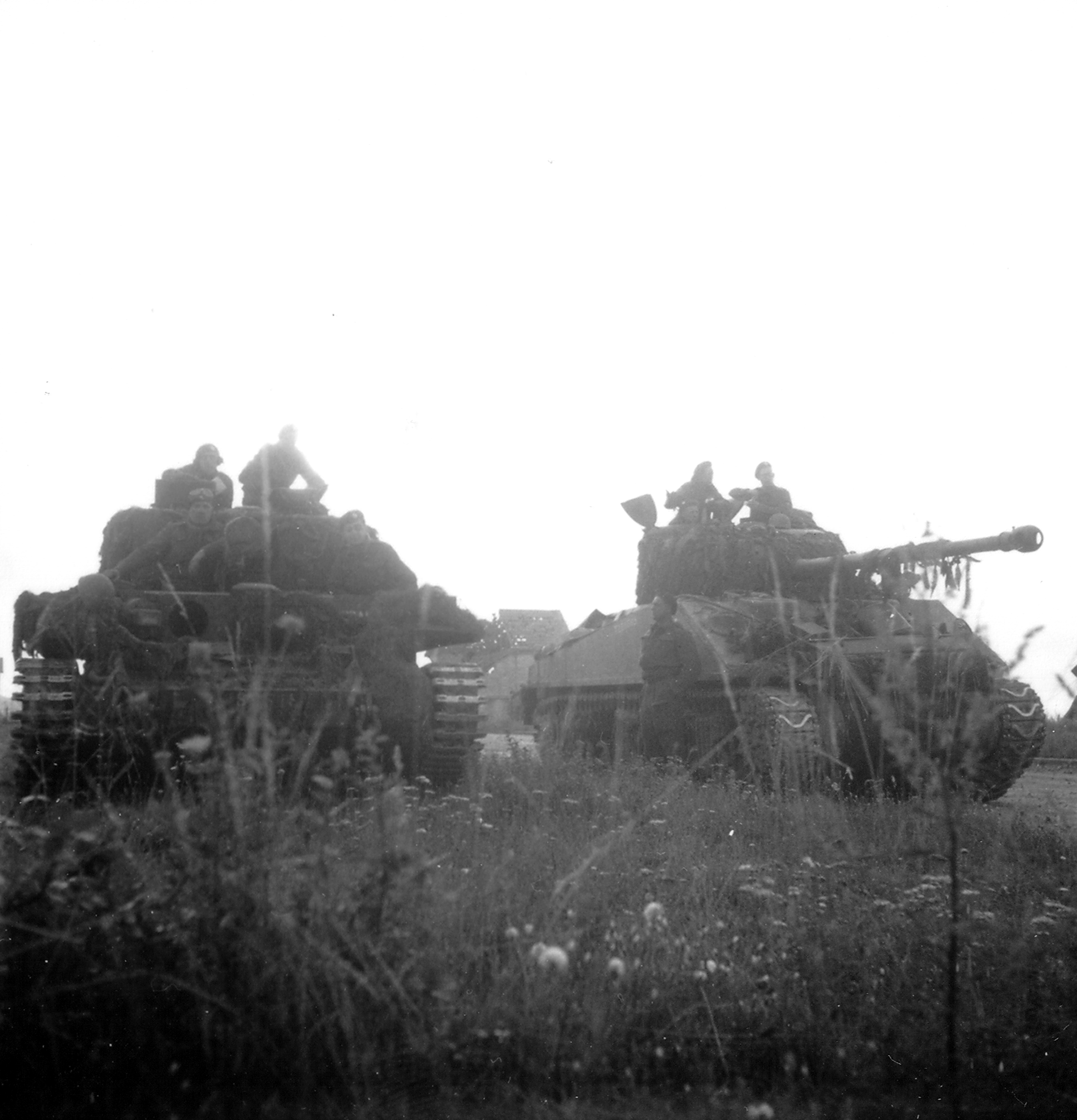
Xe tăng Cromwell (trái) và Sherman Firefly (phải)

### Normandie

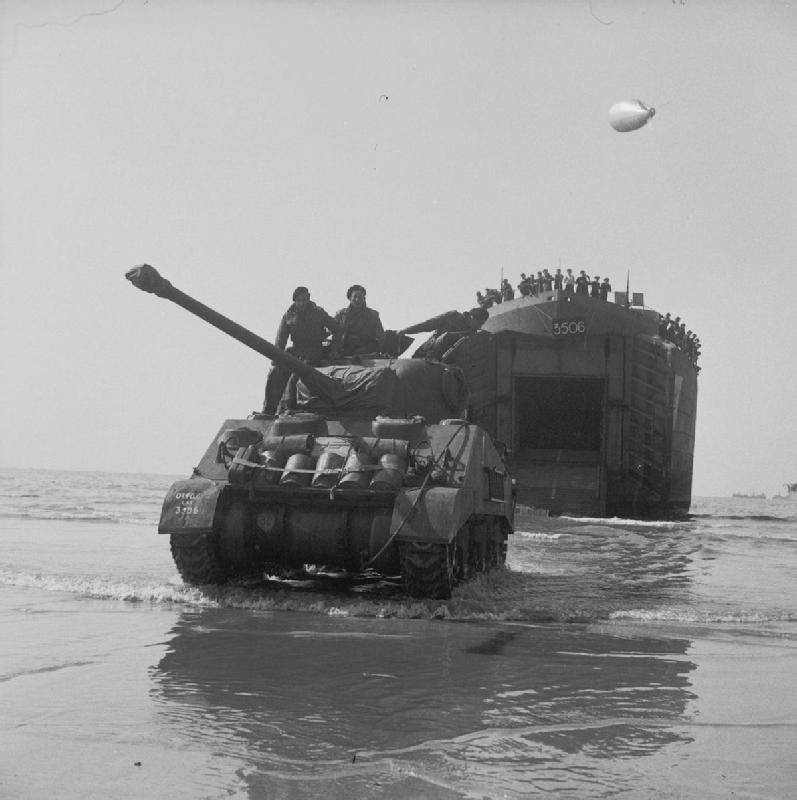
Một xe tăng Sherman FIrefly thuộc Sư đoàn Thiết giáp số 7 đang đổ bộ vào Bãi Gold, 7 tháng 6 năm 1944

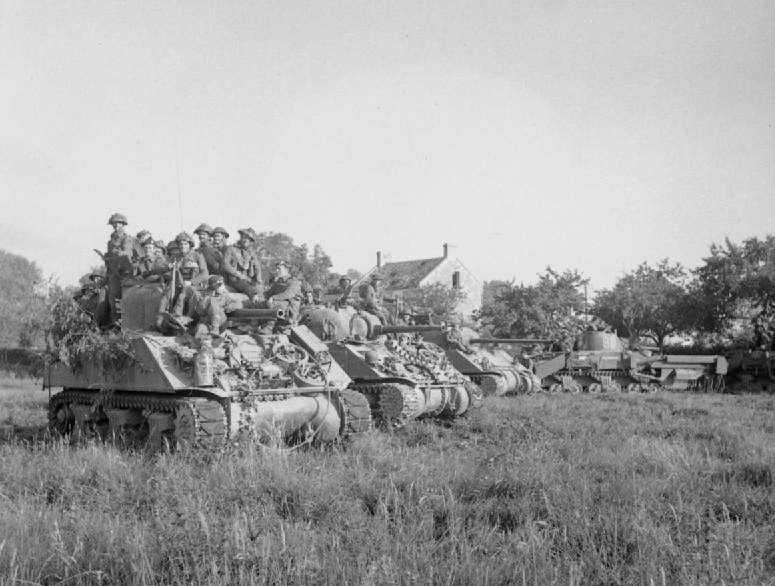
Xe tăng Sherman 75 mm và Sherman Firefly cùng bộ binh Anh trước Chiến dịch Goodwood, 18 tháng 7 năm 1944.

#### Argentina

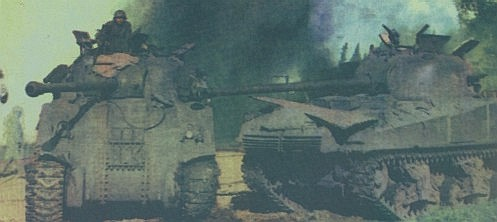
Hai xe tăng Firefly của Quân đội Argentina trong thời gian diễn ra Cuộc bạo động "Azules y Colorados" năm 1962

### Thế chiến II

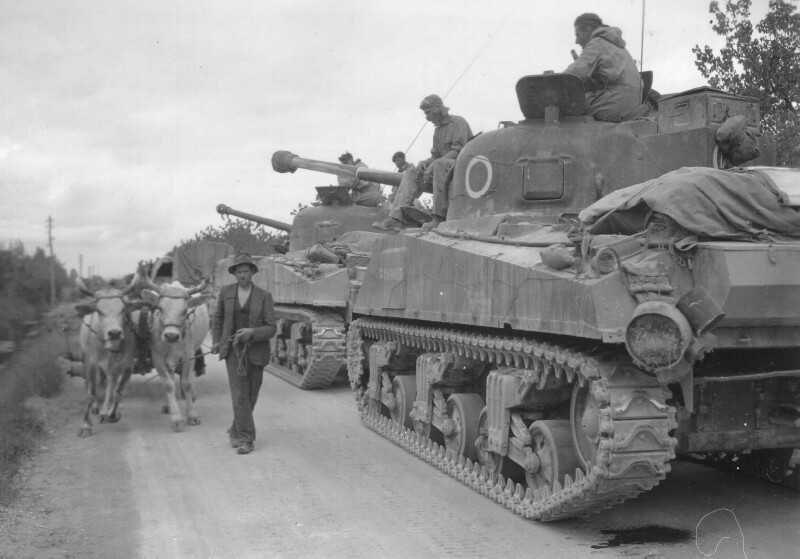
Xe tăng Firefly của Trung đoàn Pretoria, Sư đoàn Thiết giáp số 6 Nam Phi, Italy 1944